# Piper riojanum
Piper riojanum är en pepparväxtart som beskrevs av William Trelease. Piper riojanum ingår i släktet Piper och familjen pepparväxter. Inga underarter finns listade i Catalogue of Life.